# Dứa Bắc Bộ
Dứa Bắc Bộ hay dứa dại (danh pháp: Pandanus tonkinensis) là một loài thực vật có hoa trong họ Dứa dại. Loài này được Martelli ex B.C.Stone miêu tả khoa học đầu tiên vào năm 1983.